# باولا كلامب
باولا كلامب (بالإنجليزية: Paula Clamp)‏ (1967)؛ روائية بريطانية.